# Beni Douala
Beni Douala (în arabă بنى دوالة) este o comună din provincia Tizi Ouzou, Algeria.
Populația comunei este de 21.551 de locuitori (2008).